# 달빛철도
달빛철도(달빛鐵道)는 광주광역시 광주역과 대구광역시 서대구역을 이을 대한민국의 광역철도이다. 철도의 이름인 "달빛"은 대구광역시의 옛이름인 "달구벌"의 "달"과 광주광역시의 옛 이름인 "빛고을"의 "빛"에서 따왔으며, 대구광역시와 광주광역시의 정치적 협력을 나타내는 용어인 달빛동맹에서 유래한 것이기도 하다. 법률상 용어는 달빛철도이지만, 국가철도망 구축계획 당시에는 광주대구선이라는 명칭으로 등록되었다. 2021년 정식으로 제4차 국가철도망 구축계획에 포함된 이후 달빛철도 건설을 위한 특별법이 발의되었으며, 2024년 2월 13일 해당 법안이 통과된 뒤 2024년 8월 14일부터 시행되었다. 이후 2025년 1월 14일 달빛철도 건설에 대한 예비타당성 조사가 면제되었다. 
달빛철도의 건설 주요 목적은 영남 지방과 호남 지방에 새로운 간선 철도교통축을 만드는 것이자, 광주대구고속도로에 집중된 교통량을 철도로 분산시키는 것에 있다. 철도는 단선으로 지어질 예정이며, 고속철도와 일반철도를 모두 운영할 수 있게 지어질 예정이다.